# Cerca de ti (canción de Thalía)
«Cerca de ti» es una canción de la cantante Thalía, además esta canción se escuentra en tres discos: Thalía 2002 (en inglés solamente), Thalía (Inglés 2003) (en inglés y español) y Greatest Hits (en español solamente). Y la versión en español cuenta con video.
Es el tercer sencillo de Thalía en Thalia English álbum crossover y la primera de su compilación Greatest Hits 2004. La balada fue escrita por la compositora y cantante Gerina Di Marco junto a David Siegel y producida por Steve Morales. Además, una versión en Inglés también se registró para el álbum de Thalía, titulado "Closer To You".

## Video musical
El video musical de "Cerca de Ti" fue dirigido por Jeb Brien y se lanzó en Nueva York. Nos muestra un día sencillo de Thalía, que camina por las calles como una persona anónima. El vídeo fue lanzado en enero de 2004. 
«Cerca de ti» se convirtió en su cuarto número uno solo en el Billboard Hot Latin Tracks.

## Versiones oficiales
- «Cerca de Ti» [Álbum Versión]
- «Cerca de Ti» [Salsa Remix]
- «Cerca de Ti» [Regional Mexicana Version]
- «Cerca de Ti» [Inglés Versión]

Lista de pistas
- CD single de México (# 1)
- «Cerca de Ti» [Versión Grupera]
- CD single de México (# 2)
- «Cerca de Ti» [Álbum Versión]

## Posiciones
| Listas (2009)                                   | Posición |
| ----------------------------------------------- | -------- |
| Argentina Top 20                                | 1        |
| Bolivia                                         | 1        |
| Costa Rica                                      | 2        |
| Ecuador                                         | 4        |
| Iberoamerica Top 100                            | 1        |
| México Top 100                                  | 1        |
| Perú                                            | 1        |
| Venezuela RecordReport                          | 1        |
| EE.UU. Billboard Hot Latin Tracks               | 1        |
| EE.UU. Billboard Latin Pop Airplay              | 3        |
| EE.UU. Billboard Latin Tropical/Salsa Airplay   | 1        |
| EE.UU. Billboard Latin Regional Mexican Airplay | 7        |